# Comuna Sileț, Kameanka-Buzka
Sileț (în ucraineană Сілець) este o comună în raionul Kameanka-Buzka, regiunea Liov, Ucraina, formată din satele Dolînî, Perekalkî, Sileț (reședința), Tartak și Tîciok.

## Demografie
Componența lingvistică a comunei Sileț
     Ucraineană (99,58%)
     Alte limbi (0,33%)
Conform recensământului din 2001, majoritatea populației comunei Sileț era vorbitoare de ucraineană (99,58%), existând în minoritate și vorbitori de alte limbi.